# Liste der Kulturdenkmäler in Brasselsberg (Kassel)
Die Liste der Kulturdenkmäler in Brasselsberg enthält alle Kulturdenkmäler in Brasselsberg, die in der vom Landesamt für Denkmalpflege Hessen 2009 herausgegebenen Denkmaltopographie Stadt Kassel Band III veröffentlicht wurden.

## Legende
- Bezeichnung: Nennt den Namen, die Bezeichnung oder die Art des Kulturdenkmals.
- Lage: Nennt den Straßennamen und wenn vorhanden die Hausnummer des Kulturdenkmals. Die Grundsortierung der Liste erfolgt nach dieser Adresse. Der Link „Karte“ führt zu verschiedenen Kartendarstellungen und nennt die Koordinaten des Kulturdenkmals.
- Beschreibung: Nennt bauliche und geschichtliche Einzelheiten des Kulturdenkmals, vorzugsweise die Denkmaleigenschaften. In Klammern sollte die Begründung des Denkmalwertes abgekürzt angegeben werden: g = geschichtlich, k = künstlerisch, s = städtebaulich, t = technisch, w = wissenschaftlich.
- Bauzeit: Gibt die Datierung an; das Jahr der Fertigstellung bzw. den Zeitraum der Errichtung. Eine Sortierung nach Jahr ist möglich.

## Denkmalliste Brasselsberg

### Einzeldenkmäler
| Bild                     | Bezeichnung              | Lage                                        | Beschreibung                                | Bauzeit | Daten |
| ------------------------ | ------------------------ | ------------------------------------------- | ------------------------------------------- | ------- | ----- |
| Bild gesucht BW          |                          | Ahrensbergstraße 23a Lage                   |                                             |         |       |
| Bild gesucht BW          |                          | Am Hahnen 9 Lage                            |                                             |         |       |
| Bild gesucht BW          |                          | Am Hahnen 15 Lage                           |                                             |         |       |
| Bild gesucht BW          |                          | Am Hahnen 16 Lage                           |                                             |         |       |
| Bild gesucht BW          |                          | Am Nössel 5 Lage                            |                                             |         |       |
| Bild gesucht BW          |                          | Am Nössel 8 Lage                            |                                             |         |       |
| Bild gesucht BW          |                          | An den Vogelwiesen 2a Lage                  |                                             |         |       |
| Bild gesucht BW          |                          | An den Vogelwiesen 3 Lage                   |                                             |         |       |
| Bild gesucht BW          |                          | An den Vogelwiesen 9 Lage                   |                                             |         |       |
| Bild gesucht BW          |                          | An den Vogelwiesen 15 Lage                  |                                             |         |       |
| Bild gesucht BW          |                          | Auf den Siechen 2b Lage                     |                                             |         |       |
| Bild gesucht BW          | Sachteile Reliefs        | Bilsteiner Born 1 Lage                      | Sachteile Reliefs an der nördlichen Fassade |         |       |
| Bild gesucht BW          |                          | Bilsteiner Born 2 Lage                      |                                             |         |       |
| Bild gesucht BW          |                          | Bilsteiner Born 4 Lage                      |                                             |         |       |
| Bild gesucht BW          |                          | Birkenkopfstraße 2 Lage                     |                                             |         |       |
| Bild gesucht BW          |                          | Birkenkopfstraße 16 Lage                    |                                             |         |       |
| weitere Bilder           | Aussichtsturm            | Bismarckturm Lage                           |                                             |         |       |
| Bild gesucht BW          |                          | Brasselsbergstraße 1a Lage                  |                                             |         |       |
| Bild gesucht BW          |                          | Brasselsbergstraße 3 Lage                   |                                             |         |       |
| Bild gesucht BW          |                          | Brasselsbergstraße 4 Lage                   | Gartenhaus                                  |         |       |
| Bild gesucht BW          |                          | Brasselsbergstraße 6 Lage                   |                                             |         |       |
| Bild gesucht BW          |                          | Brasselsbergstraße 12 Lage                  |                                             |         |       |
| Bild gesucht BW          |                          | Brasselsbergstraße 26 Lage                  |                                             |         |       |
| Bild gesucht BW          |                          | Brasselsbergstraße 30 Lage                  |                                             |         |       |
| ehem. Militärschießstand | ehem. Militärschießstand | Dachsbergstraße o. Nr. Lage                 |                                             |         |       |
|                          |                          | Döncheweg 12 Lage                           |                                             |         |       |
|                          |                          | Druseltalstraße 109 Lage                    |                                             |         |       |
| weitere Bilder           | ev. Emmaus-Kirche        | Gnadenweg 9 Lage                            |                                             |         |       |
| Bild gesucht BW          |                          | Habichtsforstweg 1 Lage                     |                                             |         |       |
| Bild gesucht BW          |                          | Habichtsforstweg 2 Lage                     |                                             |         |       |
|                          |                          | Heinrich-Schütz-Allee 29 Lage               |                                             |         |       |
| Bild gesucht BW          |                          | Im Rosental 2 Lage                          |                                             |         |       |
| Bild gesucht BW          |                          | Im Rosental 5 Lage                          |                                             |         |       |
| Bild gesucht BW          |                          | Im Rosental 7 Lage                          |                                             |         |       |
| Bild gesucht BW          |                          | Im Rosental 12 Lage                         |                                             |         |       |
| Bild gesucht BW          |                          | Im Rosental 13 Lage                         |                                             |         |       |
| Bild gesucht BW          |                          | Im Rosental 16 Lage                         |                                             |         |       |
| Bild gesucht BW          |                          | Im Rosental 17 Lage                         |                                             |         |       |
| Bild gesucht BW          |                          | Im Rosental 21 Lage                         |                                             |         |       |
| Bild gesucht BW          |                          | Im Rosental 23 Lage                         |                                             |         |       |
| Bild gesucht BW          |                          | Im Rosental 24 Lage                         |                                             |         |       |
| Bild gesucht BW          |                          | Im Rosental 25 Lage                         |                                             |         |       |
| Bild gesucht BW          |                          | Im Rosental 26 Lage                         |                                             |         |       |
| Bild gesucht BW          |                          | Im Rosental 27 Lage                         |                                             |         |       |
| Bild gesucht BW          |                          | Im Rosental 28 Lage                         |                                             |         |       |
| Bild gesucht BW          |                          | Im Rosental 30 Lage                         | mit Garage                                  |         |       |
| Bild gesucht BW          |                          | Im Rosental 32 Lage                         |                                             |         |       |
| Bild gesucht BW          |                          | Im Rosental 37 Lage                         |                                             |         |       |
|                          |                          | Konrad-Adenauer-Straße 11 Lage              |                                             |         |       |
| Bild gesucht BW          |                          | Konrad-Adenauer-Straße 27 Lage              |                                             |         |       |
| Bild gesucht BW          |                          | Konrad-Adenauer-Straße 42 Lage              |                                             |         |       |
| Bild gesucht BW          |                          | Konrad-Adenauer-Straße 53 Lage              | mit Nebengebäude                            |         |       |
| Bild gesucht BW          |                          | Konrad-Adenauer-Straße 75/75c Lage          |                                             |         |       |
| Bild gesucht BW          |                          | Konrad-Adenauer-Straße 119 Lage             |                                             |         |       |
|                          |                          | Kuhbergstraße 6 Lage                        |                                             |         |       |
|                          |                          | Kuhbergstraße 12/14 Lage                    |                                             |         |       |
|                          |                          | Kuhbergstraße 17/19 Lage                    |                                             |         |       |
|                          |                          | Kuhbergstraße 21 Lage                       |                                             |         |       |
|                          |                          | Kuhbergstraße 28 Lage                       |                                             |         |       |
|                          |                          | Kuhbergstraße 30 Lage                       |                                             |         |       |
|                          |                          | Kuhbergstraße 43 Lage                       |                                             |         |       |
|                          |                          | Kuhbergstraße 47 Lage                       |                                             |         |       |
| Bild gesucht BW          |                          | Mühlbachweg 4 Lage                          |                                             |         |       |
| Bild gesucht BW          |                          | Nordshäuser Straße 9a Lage                  |                                             |         |       |
| Bild gesucht BW          |                          | Nordshäuser Straße 12 Lage                  |                                             |         |       |
| Bild gesucht BW          | Trafostation             | Nordshäuser Straße o. Nr./Gnadenweg Lage    |                                             |         |       |
| Bild gesucht BW          |                          | Nordshäuser Straße 25 Lage                  |                                             |         |       |
| Bild gesucht BW          |                          | Nordshäuser Straße 42/44 Lage               |                                             |         |       |
| Bild gesucht BW          |                          | Nordshäuser Straße 46 Lage                  |                                             |         |       |
| Bild gesucht BW          |                          | Nordshäuser Straße 52 Lage                  |                                             |         |       |
| Bild gesucht BW          |                          | Nordshäuser Straße 52a Lage                 |                                             |         |       |
| Bild gesucht BW          |                          | Rieckstraße 8 Lage                          | mit Einfriedung                             |         |       |
| Bild gesucht BW          |                          | Schwengebergstraße 9 Lage                   |                                             |         |       |
| Bild gesucht BW          |                          | Schwengebergstraße 11 Lage                  |                                             |         |       |
| Bild gesucht BW          |                          | Schwengebergstraße 13 Lage                  |                                             |         |       |
| Bild gesucht BW          |                          | Schwengebergstraße 16 Lage                  |                                             |         |       |
| Bild gesucht BW          |                          | Schwengebergstraße 21 Lage                  |                                             |         |       |
| Bild gesucht BW          |                          | Stiegelwiesen 2 Lage                        |                                             |         |       |
| Bild gesucht BW          |                          | Uhlenhorststraße 12 Lage                    |                                             |         |       |
| Bild gesucht BW          |                          | Uhlenhorststraße 19 Lage                    |                                             |         |       |
| Bild gesucht BW          |                          | Uhlenhorststraße 20 Lage                    |                                             |         |       |
| Bild gesucht BW          |                          | Uhlenhorststraße 21 Lage                    |                                             |         |       |
| Bild gesucht BW          |                          | Uhlenhorststraße 24 Lage                    |                                             |         |       |
| Bild gesucht BW          |                          | Uhlenhorststraße 27 Lage                    |                                             |         |       |
| Bild gesucht BW          |                          | Wiederholdstraße 1 Lage                     |                                             |         |       |
| Bild gesucht BW          |                          | Wiederholdstraße 3 Lage                     |                                             |         |       |
| Bild gesucht BW          |                          | Wiederholdstraße 11 Lage                    |                                             |         |       |
| Bild gesucht BW          |                          | Wiederholdstraße 16 Lage                    |                                             |         |       |
| Bild gesucht BW          |                          | Wiederholdstraße 17 Lage                    |                                             |         |       |
| Bild gesucht BW          |                          | Wiederholdstraße 19 Lage                    |                                             |         |       |
| Bild gesucht BW          |                          | Wiederholdstraße 20/Auf den Siechen 1a Lage |                                             |         |       |
| Bild gesucht BW          |                          | Wiederholdstraße 21 Lage                    |                                             |         |       |
| Bild gesucht BW          |                          | Wiederholdstraße 22/22a Lage                |                                             |         |       |
| Bild gesucht BW          |                          | Wiederholdstraße 24 Lage                    |                                             |         |       |
| Bild gesucht BW          |                          | Zeche-Marie-Weg 7 Lage                      |                                             |         |       |
| Bild gesucht BW          |                          | Zeche-Marie-Weg 13 Lage                     |                                             |         |       |
| Bild gesucht BW          |                          | Zeche-Marie-Weg 30 Lage                     |                                             |         |       |
| Bild gesucht BW          |                          | Zeche-Marie-Weg 34 Lage                     | ehem. Steigerhaus                           |         |       |